# Ebbe Carlsson
Nils Ebbe Knut Carlsson, född 28 september 1947 i Lundby församling i Göteborg, död 3 augusti 1992 i Johannes församling i Stockholm, var en svensk bokförläggare och huvudperson i den så kallade Ebbe Carlsson-affären 1988. Carlsson hade en bakgrund som tidningsjournalist och hans förmåga att lära känna människor och knyta kontakter var fruktbar när han från hösten 1971 arbetade åt Göteborgs Handels- och Sjöfartstidning i Stockholm och lärde känna högt uppsatta socialdemokrater vid regeringskansliet.
Efter GHT:s nedläggning blev han informationssekreterare på justitiedepartementet åt statsråden Lennart Geijer och Carl Lidbom. 1979 blev han bokförläggare och fick ett rykte som framgångsrik förläggare med näsa för bra affärer. Carlsson är främst känd för eftervärlden för den så kallade Ebbe Carlsson-affären; trots avsaknad av officiell ställning fick han efter Palmemordet i uppdrag att hjälpa polisen att utreda om Iran och PKK låg bakom mordet. Carlsson dog i aids 1992, som en av de första kända svenskar som drabbats av sjukdomen.

## Uppväxt
Carlsson växte upp på Kronotorpsgatan på Hisingen i Göteborg med sina föräldrar och två systrar.  I tonåren läste han gymnasiets reallinje på Lundbyskolan. Via lärare fick han kontakt med Margareta Artsman, då redaktionssekreterare på Göteborgs-Tidningen, och med hennes hjälp fick han 1966 ett extrajobb som extra vaktmästare på tidningens redaktion.
Isaksson (2007) menar att Carlsson tidigt hade en förmåga att knyta kontakter med vuxna, både hos lärarna i skolan och på tidningen, utstrålade självsäkerhet och ägde en stor social förmåga. En person som Carlsson lärde känna vid denna tid var journalisten Bo Åkermark med ett stort kontaktnät efter sin tid i föreningen Sveriges studerande ungdoms helnykterhetsförbund. Efter studentexamen 1968 flyttade Carlsson till Stockholm där han fått ett sommarjobb på Dagens Nyheter. När sommaren var slut fick han ingen fast anställning utan flyttade till Köpenhamn för att studera matematik.

## Journalistkarriär
I slutet av 1968 fick han jobb på Sydsvenska Dagbladet i Malmö. Hans fyramånaders vikariat som övergick snart i fast anställning som allmänreporter med inriktning på kriminaljournalistik. I Malmö fick han en umgängeskrets med personer som Torgny Wärn, Ulf Mörling, Fredrik Roos och Claire Wikholm. Han började också umgås med tidningens ägare och chefredaktör Olof Wahlgren. Carlssons uppgifter kom så småningom att skifta fokus mot arbetsmarknadspolitik. Carlssons umgänge med Wahlgren ledde på sensommaren 1970 till anklagelser att han för Wahlgrens räkning kartlade de anställdas politiska hemvist och gav rekommendationer om vem som skulle avskedas eller inte. Carlsson erkände för journalistklubben att han fört sådana anteckningar men endast för privat bruk och att uppgifterna inte förts vidare till tidningens ledning.
Carlsson hade inte dolt att han var socialdemokrat och på hösten 1970 blev han erbjuden jobbet som ledarskribent på Folkbladet Östgöten i Norrköping. Carlsson tackade först ja men tog istället jobb som pressekreterare på SACO i Stockholm och dess ordförande Bertil Östergren. I januari 1971 flyttade Carlsson därför in på Singelbacken på Djurgården i en lägenhet som ägdes av en vän till Bo Åkermark, civilingenjören Leif Backéus. Under våren 1971 tog Östergren ut SACO:s medlemmar vid en rad myndigheter i strejk. Regeringen svarade med en tvångslag som gjorde att de strejkande tvingas tillbaka till arbetet. Medlemmarnas missnöje riktades mot Östergren som valde att avgå i oktober 1971. Vid den tidpunkten hade Carlsson redan sagt upp sig och börjat arbeta som journalist vid Göteborgs Handels- och Sjöfartstidnings redaktion i Stockholm med inriktning på arbetsmarknads- och rikspolitik.
På senhösten 1971 började Carlsson att regelbundet besöka Regeringskansliet vid Mynttorget utan något egentligt ärende, sitta i väntrummet och prata med tjänstemännen. På det sättet lärde Carlsson känna socialdemokrater som statsminister Palmes medarbetare Anders Ferm, statsrådet Carl Lidbom, kabinettssekreterare Sverker Åström och Palmes pressekreterare Berit Rollén. Carlsson bjöd på politiskt skvaller och roliga historier och det föll sig naturligt att även Palme ibland hade tid att samspråka med Carlsson. På våren 1972 försökte Carlsson lansera en socialdemokratisk veckotidning, Politiken, men trots stöd från Palme och finansminister Gunnar Sträng ville inte LO skjuta till de pengar som krävdes.
Carlssons bostad på Singelbacken på Djurgården blev ett nav där Carlssons vänner och arbetskamrater, journalister, offentliga tjänstemän och andra, träffades på improviserade fester. Bland dessa kan nämnas den biträdande arbetsmarknadsministern Anna-Greta Leijon som gifte sig med Leif Backéus 1975. Några enstaka gånger var också statsminister Palme hemma hos Carlsson på 1970-talet; till omvärlden spred Carlsson intrycket att han var en nära vän till Palme och hans familj.

## Informationssekreterare
Efter att GHT lades ned 1973 arbetade Carlsson en kort tid på Dagens Eko vid Sveriges Radio men anställdes vid årsskiftet 1973/1974 som gemensam informationssekereterare åt justitieminister Lennart Geijer och statsrådet Carl Lidbom. Med arbetsrum på samma våningsplan som Palme blev kontakterna med denne regelbundna.
Via Stockholms länspolismästare hade Carlsson möjlighet att rekvirera civila polisbilar, en möjlighet han utnyttjade både för att skjutsa statsministern hem till Vällingby eller för helt privat bruk. Efter ockupationen av den västtyska ambassaden 1975 fick Carlsson kritik för att ha försvårat polisens arbete och för att han försökt ta befälet över de poliser som samlats utanför byggnaden.
Som pressekreterare var Carlsson också inblandad i mörkläggningen av Säpos telefonavlyssning av Sveriges kommunistiska partis kansli. Tillsammans med Säpochefen Hans Holmér skrev Carlsson en rapport om sjukhusspionen på Sahlgrenska i Göteborg som lade ansvaret på Säpo för att på vis skydda det tidigare avslöjade IB och det socialdemokratiska partiets strävan att kartlägga politiska motståndare på vänsterkanten.
Slutligen hade Carlsson en roll i den så kallade Bordellhärvan: strax innan bordellmamman Doris Hopp greps hade han försökt få polisen att sluta arbeta med det hela. En viss roll hade han också i Geijeraffären: Dagens Nyheter avslöjade i november 1977 att justitieminister Geijer besökt en bordell och att denne redan 1969 utpekats som en säkerhetsrisk. På Dagens Nyheters debattsida förnekade Palme allting; Palmes inlägg var författat av Carlsson.

## Förläggare
Efter riksdagsvalet 1976 fick den socialdemokratiska regeringen avgå och Palme byggde upp ett oppositionskansli i riksdagen. I det fick inte Carlsson medverka, möjligtvis därför att Palme visste att Carlsson hade läckt en nyhet om Palme till Sydsvenskan. I maj 1975 hade veckotidningen Vi börjat publicera skämtserien Ville av Jan Lööf som skojade med både Palme och kungen. I november sade Palme skriftligen upp prenumerationen på Vi men detta läckte Carlsson till sin vän Ulf Mörling på Sydsvenskan och i kvällspressen gjordes det kommentarer om Palmes påstådda stingslighet. Carlsson erbjöds jobbet som politisk reporter på A-pressens nyhetsbyrå men genom Gunnar Sträng blev han istället chefredaktör för den socialdemokratiska dagstidningen Västgöta-Demokraten i Borås. Carlsson fick i uppdrag att modernisera den olönsamma dagstidningen och anställde bland annat medarbetare som Stig Hadenius och Britta Svensson.
I slutet av 1978 lämnade han jobbet som chefredaktör och blev istället Västgöta-Demokratens direktör. På sensommaren 1979 blev han tillfrågad om han ville bli förlagsredaktör för Tidens förlag, tackade ja och flyttade åter till Stockholm. Medan förlagschefen Anders Ferm var tjänstledig för uppdraget som generalsekreterare i Palmekommissionen och flyttade till Wien vikarierade Carlsson åt honom. Ferm hade beslutat att köpa in Jean M. Auels Grottbjörnens folk vilket blev en stor framgång för förlaget. Framgången gav Carlsson ett rykte av duglighet och framgång och han blev invald i Svenska Förläggareföreningens styrelse. Förlagets ekonomi var dock i realiteten dålig och under 1984 befann den sig i fritt fall.
Carlsson var nära vän med Susanne Bonnier och från Bonniers förlag blev Carlsson erbjuden jobbet som förläggare och chef för avdelningen Bonnier Fakta från årsskiftet 1984/1985. På Bonniers visade sig Carlsson ha näsa för bokbranschen när han publicerade Betty Mahmoodys roman Inte utan min dotter och Cecilia Lindqvists Tecknens rike, båda kommersiella framgångar. 1984 blev också Carlsson ordförande i Svenska Kanotförbundet.

## Ebbe Carlsson-affären
När Olof Palme mördades den 28 februari 1986 befann sig Carlsson på besök hos ambassadör Carl Lidbom i Paris för att fira dennes 60-årsdag. Tillsammans med Lidbom reste han till skidorten Chamonix för att få tag i Palmes son Mattias. Hemkommen till Stockholm ringde Carlsson runt till flera vänner och berättade att han av Säpochefen Sven-Åke Hjälmroth innan parisresan fått veta att kurdiska PKK planerade ett mord i Sverige men att Säpo inte visste vem som skulle mördas. I utredningen om mordet på Olof Palme kunde Carlsson också följa utredningen på nära håll: länspolismästare Hans Holmér hade separerat från sin hustru i Åkersberga och var inneboende i Carlssons lägenhet vid Tantolunden. När Holmér den 3 mars 1986 informerade den tillförordnade statsministern Ingvar Carlsson om utredningen närvarade även Ebbe Carlsson.
Carlssons teorier om Palmemordet var följande:
- Irans regering beställde mordet av kurdiska PKK som hämnd för att Palmes regering sade nej till Bofors ansökan att exportera Robot 70 till Iran.
- Mordet beslutades i augusti 1985 vid ett möte mellan företrädare Irans regering och PKK i Damaskus.
- Mordet underlättades av Säpos försummelser som innebar att Palme vid tiden för mordet saknade livvaktsskydd.
- Höga tjänstemän, bland annat Säpos operative chef P-G Näss, hade aktivt motarbetat mordutredningens inriktning på PKK eftersom Säpo före mordet visste att PKK planerade ett sådant.[13]

På hösten 1987 utnämndes Anna-Greta Leijon till justitieminister och bland hennes första ämbetsåtgärder var att underteckna direktiven om en utredning om Säpo, särskilt ifall förseelser hos Säpo ledde till att Olof Palme vid mordet saknade skydd av livvakter, en utredning med Carl Lidbom som ordförande. Carl Lidbom var nära vän med Ebbe Carlsson men också med statsminister Ingvar Carlsson. Säpochefen Sune Sandström ställde en polisbil och livvakten PO Karlsson till Carlssons förfogande. Rikspolischefen Nils Erik Åhmansson var mycket intresserad av Carlssons mordteori och gav honom i uppdrag att resa till Paris för att träffa Irans förre president Banisadr. Från säkerhetspoliserna Walter Kegö och Jan-Henrik Barrling hade Carlsson tillgång till polisens hemliga utredning av PKK-spåret.
Den 27 mars 1988 träffades Carlsson och justitieminister Leijon på Bonniers kontor på Sveavägen och där presenterade Carlsson sina teorier för henne. Dagen efter uppsökte Leijon statsminister Ingvar Carlsson och diskuterade Ebbe Carlssons mordteorier. Om Ingvar Carlsson kände till dessa teorier före detta datum är oklart, det är dock känt att han träffat Lidbom den 8 december 1987 och den 16 mars 1988. Den 9 maj 1988 presenterade Carlsson sina mordteorier för hela spaningsledningen och åklagare Jörgen Almblad.
Från mitten av maj hade journalisten Per Wendel vid tidningen Expressen börjat undersöka Carlssons roll i mordutredningen. Carlsson hade av polisen fått en lokal på Renstiernas gata där han ville placera en civil utredningsgrupp. Till denna grupp hade Carlsson försökt värva Per Wendel och Jan Mosander från Dagens Eko. Wendel fortsatte att nysta i vilken ställning egentligen Carlsson hade och upptäckte att justitieminister Leijon hade skrivit ett rekommendationsbrev till Carlsson där det framgick att Carlsson handlade på uppdrag från justitieministern. Detta avslöjades av Expressen den 1 juni. Sent på kvällen samma dag greps Carlssons livvakt av tullen i Helsingborg när han försökte smuggla in avlyssningsutrustning. De följande dagarna kunde Expressen avslöja att Carlssons medverkan inneburit en rad märkliga omständigheter om inte uppenbara lagbrott. Anna-Greta Leijon fick avgå som justitieminister.

## Sexualitet, HIV-smitta och de sista åren
Ebbe Carlsson var homosexuell. Han hade många tillfälliga relationer med män, framför allt i Köpenhamn. Sent på våren 1985 fick Carlsson besked att han var HIV-positiv. I samband med Ebbe Carlsson-affären cirkulerade rykten om att Carlsson skulle ha varit delaktig i en så kallad "homosexuell sammansvärjning". Carlsson avvisade alla rykten om en sammansvärjning, och varken förnekade eller bekräftade att han själv var homosexuell.
På våren 1991 publicerades Carlssons enda egen bok, nyckelromanen Liket i lådan. Smugglingen av avlyssningsutrustning ledde till att Carlsson åtalades för grov varusmuggling och försök till grov varusmuggling. Han friades för detta i Stockholms tingsrätt i juni 1991 men fälldes i Svea hovrätt i februari 1992 för anstiftan till varusmuggling och försök till varusmuggling till 100 dagsböter.
Vid årsskiftet 1991/1992 hade hans sjukdom gjort honom väldigt försvagad och han lämnade sitt jobb på Bonniers. Bara hans allra närmaste vänner visste att han var sjuk i AIDS innan han den 30 november 1991 gick ut med att han var sjuk i en TV-intervju med Stina Dabrowski. Han blev därmed en av de första kända svenskar som tillkännagett att de haft en HIV-infektion. Vid denna tid var HIV/AIDS fortfarande starkt associerat med homosexuella (se homosexualitet i Sverige).
Mot slutet av sitt liv vårdades han på Huddinge sjukhus AIDS-klinik. Han gav noggranna instruktioner om sin egen begravning och i testamentet föreskrev han att innehållet i hans bärbara dator skulle raderas, och att alla hans privata papper skulle brännas. Hans önskemål om att kremeras på en brinnande kanot på Riddarfjärden kunde inte genomföras. Vid minnesstunden på Norra Latin höll Hans Holmér och Sverker Åström varsitt minnestal.
Efter kremeringen spreds askan i minneslunden på Lundby gamla kyrkogård.